# 多斑鱂脂鯉
多斑鱂脂鯉，為輻鰭魚綱脂鯉目脂鯉亞目鱂脂鯉科的其一種，分布於南美洲哥倫比亞西南部的淡水流域，體長可達15公分，棲息底中層水域，生活習性不明，可作為觀賞魚。